# Guéorgui Dioulguérov
Guéorgui Dioulguérov (en bulgare : Георги Дюлгеров ; SBOTCC : Georgi Dyulgerov ; ISO/R 9:1968 : Georgi Djulgerov), né le 30 septembre 1943 à Bourgas, est un réalisateur bulgare.

## Filmographie partielle
- 1971 : Izpit
- 1977 : Avantage
- 1981 : Mesure pour mesure (Mera spored mera)
- 1990 : Le Camp (Laguerat)
- 1997 : L'Hirondelle noire
- 2005 : Lady Zee
- 2009 : The Goat (Kozelat)
- 2014 : Bouferna zona